# Comté de Dale
Le comté de Dale est un comté des États-Unis, situé dans l'État de l'Alabama. Nommé d'après le général Samuel Dale, il a été créé le 22 décembre 1824. Peuplé de 50 251 habitants lors du recensement de 2010, son chef-lieu et plus grande ville est Ozark.

## Géographie

### Comtés limitrophes
| Comté de Pike   | Comté de Barbour                  | Comté de Henry   |
| Comté de Coffee | Comté de Dale                     | Comté de Henry   |
| Comté de Geneva | Comté de Geneva, Comté de Houston | Comté de Houston |

## Démographie
| 1830  | 1840  | 1850  | 1860   | 1870   | 1880   |
| ----- | ----- | ----- | ------ | ------ | ------ |
| 2 031 | 7 397 | 6 382 | 12 197 | 11 325 | 12 677 |

| 1890   | 1900   | 1910   | 1920   | 1930   | 1940   |
| ------ | ------ | ------ | ------ | ------ | ------ |
| 17 225 | 21 189 | 21 608 | 22 711 | 23 175 | 22 685 |

| 1950   | 1960   | 1970   | 1980   | 1990   | 2000   |
| ------ | ------ | ------ | ------ | ------ | ------ |
| 20 828 | 31 066 | 52 995 | 47 821 | 49 633 | 49 129 |

| 2010   | - | - | - | - | - |
| ------ | - | - | - | - | - |
| 50 251 | - | - | - | - | - |